# Borstel (Diepholzi járás)
Borstel település Németországban, azon belül Alsó-Szászország tartományban. Lakosainak száma 1185 fő (2023. december 31.).

## Népesség
A település népességének változása:
| Lakosok száma | 1259 | 1255 | 1223 | 1205 | 1176 | 1211 | 1185 |
|               | 2015 | 2016 | 2017 | 2019 | 2021 | 2022 | 2023 |